# Saifi (Beirut)

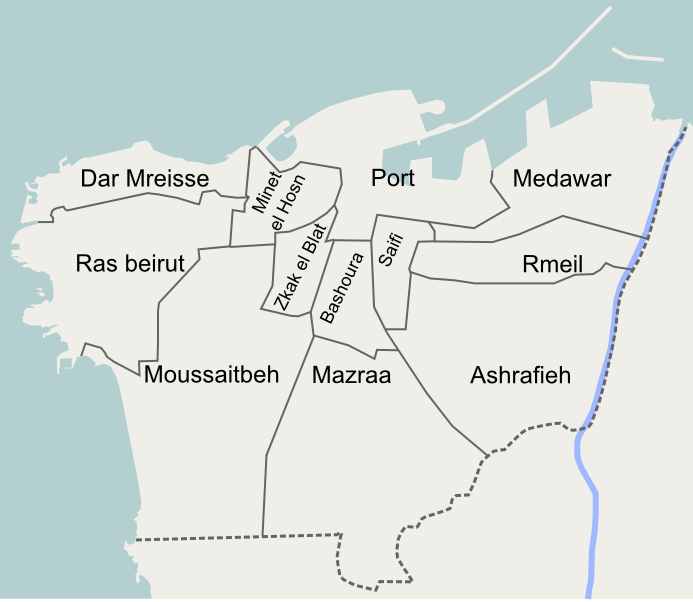
Die 12 Bezirke von Beirut

Saifi (arabisch الصيفي, DMG aṣ-Ṣaifī) ist ein Bezirk der libanesischen Hauptstadt Beirut. Er liegt am östlichen Rand der Innenstadt und grenzt an die Außenbezirke Medawar, Remeil und Aschrafiyya.
Saifi umfasst die Stadtteile Yesouiyeh (Sektor 27), Mar Maroun (Sektor 28) und Gemmayzeh (Sektor 29). In Yesouiyeh befand sich der ehemalige Campus der 1875 gegründeten Université Saint-Joseph, wo heute noch die Bibliothèque Orientale angesiedelt ist. Gemmayzeh gehört mit seiner Mischung aus Restaurant und Bars zu den bekanntesten Ausgehvierteln von Beirut. Seit 2017 hat auch das Goethe-Institut Libanon seinen Sitz in Gemmayzeh.